# Der Löwe ist los
Der Löwe ist los ist eine Kinderbuchreihe von Max Kruse. Es ist gleichzeitig der Titel des ersten Bandes. Die Kinderbuchreihe Der Löwe ist los! umfasst 5 Bände (Der Löwe ist los; Kommt ein Löwe geflogen; Gut gebrüllt, Löwe; Löwe gut – alles gut; Der dicke Löwe kommt zuletzt) seit 1952. Sie wurden im Thienemann Verlag veröffentlicht.
Der erste Roman Der Löwe ist los wurde 1952 veröffentlicht und war die erste Buch-Veröffentlichung von Max Kruse. Neben den weiteren Bänden der Buchreihe gab es in den 1960er Jahren drei sehr erfolgreiche Produktionen des Hessischen Rundfunks zusammen mit der Augsburger Puppenkiste, die jeweils zur Weihnachtszeit als Mehrteiler gesendet wurden: Der Löwe ist los! (1965), dann Kommt ein Löwe geflogen (1966) und schließlich Gut gebrüllt, Löwe! (1967).
Dieser Artikel beschreibt nur den ersten, gleichnamigen Band der Buchreihe.

## Handlung

### 1. Der Löwe ist los
Die besondere Attraktion der Stadt Irgendwo ist der Zoo mit dem afrikanischen Löwen. Wöchentlich kommt  Tierarzt Doc in den Zoo und untersucht den Löwen. Einmal jedoch vergisst er, den Löwenkäfig wieder zu  verriegeln. Der Löwe nutzt die neue Freiheit und macht sich auf den Weg in die Stadt. Die Nachricht Der Löwe ist los macht in der kleinen Stadt schnell die Runde. Die Einwohner haben Angst und verstecken sich in ihren Häusern. Briefträger Marke trägt noch schnell seine Post aus. Auch Frau Wißtihrschon und die Geschwister Kim und Pips erfahren davon. Das kleine Mädchen Pips spielt im Garten, und als der junge Italiener Tralala sie einlädt,  brechen sie zu einem Ausflug auf. Tralala hat keine Angst vor dem Löwen, denn er kennt angeblich einen Spruch, auf den Löwen Pfötchen geben. Kim und andere beginnen eine Suche nach ihr.
In einer Fallgrube, in die er gestürzt ist, trifft Löwe auf Pips, die sich mit ihm anfreundet. Dort findet sie der Suchtrupp mit dem Bruder Kim, Tralala und Totokatapi, der aus Afrika angereist ist, um den Löwen zu fangen.  Zum Schluss kommt der Tierarzt Doc zurück und will den Löwen zurück in den Zoo bringen. Auf dem Weg dorthin kommen sie wieder an der Zugbrücke vorbei. Als der Brückenwärter Dreipfennig den Löwen sieht, springt er vor Angst in den Fluss. Löwe will ihn retten, landet jedoch in Totokatapis Boot (einem Waschzuber) und treibt damit unaufhaltsam zum Meer in Richtung Afrika. Der Rabe Ra rettet schließlich Dreipfennig aus dem Fluss.

### 2. Der Sturm
Onkel Guckaus und Vater Schluckauf von der Leuchtturminsel laden die Geschwister Kim und Pips über die Ferien auf ihren Leuchtturm ein. Ihren Kater Schipp nehmen die Kinder mit. Eines Tages landet Ka, ein gestutzter Kakadu, in einer Bretterkiste am Strand. Die Kinder entdecken ihn und freunden sich mit ihm an. Als Ka Schipp zeigen will, wie er in die Kiste gelangt war, treibt er erneut aufs offene Meer hinaus. Die Geschwister Kim und Pips, begleitet von Schipp und der Ziege Zie, brechen zu einer Rettungsaktion auf. Die Möwe Mö, die zuerst Löwe und danach Ka auf dem Meer getroffen hat, erkundet von oben. Ka gerät in einen schweren Sturm.

### 3. Der Kakadu in Nöten
Als erster landet der Kakadu auf der rettenden Insel. Dort ist ein Schild aufgestellt, auf dem steht: „Papageienfresserinsel, Papageien wird dringlichst davon abgeraten, die Insel zu betreten. Der Tierschutzverein“. Ka achtet nicht auf das Schild und wird kurze Zeit später von den zwei  Eingeborenen (in der ersten Auflage des Buches noch als „Neger“ bezeichnet) Nenepapa und  Nenemama gefangen. Die überlegen sich schon das beste Papageienrezept für Ka – Nr. 92: „Am Spieß knusprig geröstet, zwei Stunden gedreht, mit Ananas gefüllt …“. Davon soll das kranke Töchterchen Nenekiki wieder schnell gesund werden. Ka beschwert sich: „Ich bin kein Papagei, ich bin ein Kakadu!“ Das hilft ihm jedoch nicht viel. Um Zeit zu gewinnen, gibt er sich als Doktor aus. Von seinem kalten Wickel bekommt Nenekiki einen Schnupfen, was die Eltern noch mehr verärgert.
Die Geschwister Kim und Pips, die unterwegs Löwe getroffen und ins Schlepptau genommen haben, landen mit den anderen Tieren auf der Papageienfresserinsel, entdecken den gefangenen Ka und schmieden einen Plan: Mö wird bunt angemalt und heimlich gegen Ka ausgetauscht. Fast misslingt der Plan, weil Mö eingesperrt wird. Pips, die zurückbleibt, um Nenekiki gesund zu machen, rettet sie. Derweil treffen Kim, Ka, Zie und Schipp beim Boot ein. Doch Nenemama und Nenepapa haben das Segel gestohlen und verlangen als Austausch dafür Ka. Dieser versucht, Löwe aufzuwecken, da Nemama und Nenepapa auch Kim, Pips, Schipp und Zie fressen wollen. Nur hat Löwe zuvor Schlaftabletten genommen: Er glaubte, so wie Hustensaft gegen Husten hilft, würden ihn Schlaftabletten vom Einschlafen abhalten. Er wacht schließlich auf, als er hört, dass Pips gefressen werden soll, und stürzt sich auf Nenemama und Nenepapa. Da Pips nicht da ist, glaubt Löwe, dass sie schon gefressen wurde, und will die Papageienfresser verschlingen, als Pips mit Nenekiki, die sie mit Tabletten geheilt hat, an den Strand kommt. Nun geben Nenemama und Nenepapa auf und versprechen ihrer dank Pips wieder gesunden Tochter, nie mehr Papageien zu essen. Bei einem Festschmaus erklärt Nenepapa die Insel zur Papageienpflegerinsel. Ka bleibt dort.

### 4. Der Sultan in der Grube
Aus der Zeitung erfahren Doc und die Kinder, dass ihr Löwe im Meer auf Sultanien zutreibt. Dort herrscht bereits Panik, und der Sultan will den Löwen jagen. Daher fliegen Doc, Kim, Pips und der Pudel Wu kurzerhand dorthin. Der böse Großwesir plant mit einer Handvoll Verschwörern den Sturz des Sultans. Der Pudel Wu belauscht die Verschwörer und warnt den Sultan. Dennoch gelingt es den Verschwörern, den Sultan mit dessen eigener Falltür zu fangen. Sie werfen ihn Löwe zum Fraß vor, der bereits zuvor gefangen worden ist.

### 5. Löwe gut, alles gut
Obwohl Löwe ausgehungert ist, verschont er den Sultan, als er hört, dass er mit Pips befreundet ist. Ebenfalls wird sein weises, aber überängstliches Kamel in die Löwengrube geworfen. Den Geschwistern Kim und Pips gelingt die Befreiung des Sultans. Der böse Großwesir hat inzwischen Doc, welcher sich die Kleider des Sultans angezogen hatte, um über das Verschwinden des Sultans hinwegzutäuschen und Panik zu vermeiden, entführen lassen, um ihn dem Volk gegenüber als Sündenbock zu missbrauchen, indem er ihn als den Drahtzieher der Verschwörung hinstellt. Allerdings kann Doc fliehen, indem er den Großwesir hypnotisiert und einsperrt, während er in der Kleidung des Großwesirs entkommt. Als er dann von Löwe mit dem Großwesir verwechselt wird, wird Doc von den anderen gerettet. Der Löwe darf von nun an frei in Sultanien wohnen.

## Figuren

### Die Hauptfiguren
Trotz des Titels ist Löwe eher eine Nebenfigur; die Hauptfiguren sind die Geschwister Kim und Pips, mit denen er befreundet ist. Besonders mit Pips versteht er sich gut und sorgt sich um sie, so stürzt er sich auf die Papageienfresser, als er hört, dass Pips gefressen werden soll und verschont den Sultan, den ihm der verräterische Großwesir zum Fraß vorgeworfen hat, als er hört, dass er ein Freund von Pips ist. Am Ende frisst er beinahe den verkleideten Doc, den er mit dem Großwesir verwechselt. Pips ignoriert oft die Warnungen ihres Bruders und geht an gefährliche Orte, wo sie meist Freunde findet, wie Löwe oder Nenekiki. Über die Eltern der Kinder ist nichts bekannt. Onkel Guckaus, ein Leuchtturmwärter, und Vater Schluckauf, ein Fischer, leben auf der Leuchtturminsel, wobei „Schluckauf“ niemandes Vater ist, sondern nur so genannt wird.
Doc ist der Tierarzt, der dem Löwen versehentlich die Flucht ermöglicht. Er reist später zusammen mit Kim und Pips nach Sultanien, um ihn zu retten. Neben seinen Fähigkeiten als Tierarzt ist er ein guter Hypnotiseur, was ihm die Flucht aus dem Kerker des Großwesirs ermöglicht.
Ka ist ein gestutzter Kakadu, der sich aus Angst vor seinem Besitzer in einer Kiste versteckt hatte und an den Strand der Leuchtturminsel gespült wurde. Bald treibt er jedoch wieder aufs Meer hinaus und wird auf der Papageienfresserinsel fast von den Eingeborenen gebraten. Nachdem ihn seine Freunde gerettet haben und die Insel zur „Papageienpflegerinsel“ umbenannt wurde, bleibt er bei Nenekiki.
Der Sultan ist der Herrscher über das orientalische Reich Sultanien. Sein engster Berater (neben dem Großwesir) ist ein weises, aber ängstliches Kamel, das ihm schon zu Beginn von einem Traum, der von einer Verschwörung handelt, erzählt. Leider konnte Kamel nicht erkennen, wer die Verschwörer waren, da es genau in dem Moment geweckt wurde- ironischerweise vom Großwesir, dem Anführer der Verschwörer. Kamel hatte geträumt, dass der Sultan vom Minarett und vom Thron gestürzt würde (Sultan: „Erst vom Thron, und dann vom Minarett? Oder erst vom Minarett und dann vom Thron?“). Tatsächlich aber wird der Sultan mit seiner eigenen Falle gefangen und fast an Löwe verfüttert, der ihn und Kamel aber verschont, bevor sie befreit werden.

### Die Gegenspieler
Die Papageienfresser Nenemama und Nenepapa sind Eingeborene auf der Papageienfresserinsel, wo sie zusammen mit ihrer Tochter Nenekiki in einer Hütte im Urwald leben. Sie sind dafür berüchtigt, Papageien zu fangen und zu braten. Ka, den sie für einen Papagei halten, wird fast an die kranke Nenekiki verfüttert. Diese wiederum will Ka gar nicht essen, woraufhin ihre Eltern ihn einfach selbst verspeisen wollen. Als Pips Nenekiki später Tabletten gibt, freunden sich die Mädchen an. Nenemama und Nenepapa mögen keine Fremden auf ihrer Insel und es wird angedeutet, dass sie Kannibalen sind, als Ka Löwe gegenüber behauptet, dass sie Kim und Pips fressen wollen und Löwe fälschlicherweise annimmt, dass Letztere schon gefressen wurde. Schließlich versprechen sie ihrer Tochter, die wieder gesund ist, dass sie die Insel zur „Papageienpflegerinsel“ umbenennen. Ihr erster Patient wird Ka, der bei Nenekiki bleibt.
Der Großwesir ist nach dem ängstlichen Kamel der engste Vertraute des Sultans von Sultanien, den er stürzen will. Es gelingt ihm zwar zuerst, ihn in Verkleidung mit dessen eigener Falltür zu fangen, doch er merkt nicht, dass Löwe den Sultan gar nicht wie geplant gefressen hat. Sein Versuch, Doc, der sich verkleidet hatte, als Drahtzieher der Verschwörer hinzustellen, misslingt, als er von diesem hypnotisiert und im eigenen Kerker eingesperrt wird.

## Ausgaben
- Max Kruse: Der Löwe ist los. Thienemann Verlag – ISBN 3-522-16885-2
- Max Kruse: Kommt ein Löwe geflogen. Thienemann Verlag – ISBN 3-558-72139-X
- Max Kruse: Gut gebrüllt, Löwe. Thienemann Verlag – ISBN 3-522-16914-X
- Max Kruse: Löwe gut – alles gut. Thienemann Verlag – ISBN 3-522-16915-8
- Max Kruse: Der dicke Löwe kommt zuletzt. Thienemann Verlag – ISBN 3-522-16946-8